# Eublemma nigribasis
Eublemma nigribasis là một loài bướm đêm trong họ Erebidae.